# Haiti vid världsmästerskapen i friidrott 2022
Haiti tävlade vid världsmästerskapen i friidrott 2022 i Eugene i USA mellan den 15 och 24 juli 2022. Haiti hade en trupp på en idrottare.

## Resultat

### Damer
Gång- och löpgrenar
| Idrottare   | Gren           | Försöksheat | Försöksheat | Semifinal        | Semifinal        | Final            | Final            |
| Idrottare   | Gren           | Resultat    | Placering   | Resultat         | Placering        | Resultat         | Placering        |
| ----------- | -------------- | ----------- | ----------- | ---------------- | ---------------- | ---------------- | ---------------- |
| Mulern Jean | 100 meter häck | 0DNF0       | 0DNF0       | Gick inte vidare | Gick inte vidare | Gick inte vidare | Gick inte vidare |